# 克雷塔羅州
克雷塔羅州 （西班牙語：Querétaro，正式名稱為）是墨西哥中部的一個州。首府克雷塔羅聖地亞哥，但Querétaro一詞通常也用於稱呼這個城市。

## 參看
- 墨西哥行政區劃

## 外部連結
- Queretaro's Directory （页面存档备份，存于）（西班牙文）
- State government's official website （页面存档备份，存于）（西班牙文）
- La vida cotidiana en Querétaro durante la época Barroca（西班牙文）
- Directory of the State of Queretaro （页面存档备份，存于）（西班牙文）
- Non-official Guide of Queretaro